# برج تلویزیونی جیسالمر
برج تلویزیونی جیسالمر برجی است که در شهر جیسالمر، راجستان، کشور هندوستان قرار دارد. این برج ۳۰۰ متر ارتفاع دارد.